# Copestylum duida
Copestylum duida är en tvåvingeart som först beskrevs av Charles Howard Curran 1930.  Copestylum duida ingår i släktet Copestylum och familjen blomflugor.
Artens utbredningsområde är Venezuela. Inga underarter finns listade i Catalogue of Life.